# Quettetot
Quettetot település Franciaországban, Manche megyében. Lakosainak száma 702 fő (2018. január 1.). Quettetot Bricquebec, Bricquebec-en-Cotentin, Grosville, Rauville-la-Bigot, Saint-Germain-le-Gaillard és Le Vrétot községekkel határos.

## Népesség
A település népességének változása:
| Lakosok száma | 531  | 514  | 527  | 554  | 562  | 736  | 714  | 716  | 706  | 702  |
|               | 1962 | 1968 | 1982 | 1990 | 1999 | 2008 | 2011 | 2013 | 2017 | 2018 |